# Пюсель, Жан
Жан Пюсе́ль (фр. Jean Pucelle) — французский рисовальщик-миниатюрист. Упоминается в документах с 1319 по 1335 годы. Считается «основоположником всей парижской школы средневековой готической книжной миниатюры».

## Биография
Имя Жана Пюселя было введено в научный обиход только в конце XIX века, когда французский учёный, знаток средневековых рукописей Леопольд Делиль, изучая «Бельвильский бревиарий» (Париж, Национальная библиотека), обнаружил надпись, в которой Пюсель упоминается как глава мастерской по изготовлению манускриптов. В другом случае имя Пюселя, вместе с именами двух его коллег, было найдено в краткой надписи, сделанной в Библии, которую переписал английский копиист Роберт Биллинг («Библия Роберта де Биллинга», Национальная Библиотека, Париж). Кроме этого было обнаружено, что Жан Пюсель фигурирует в инвентарной описи герцога Беррийского, как автор «Часослова Жанны д’Эврё» «с чёрно-белыми картинками, предназначенными для проповедников» (Музей Метрополитен, Нью-Йорк). Интересно, что этот «Часослов» упомянут в герцогской описи как «Часослов Пюселя». Подобное обозначение в описи было далеко от принятой в то время практики классификации книг в королевских библиотеках и может рассматриваться как величайшее посвящение, своеобразная акколада. Миниатюры трёх перечисленных рукописей стали фундаментом для изучения творчества художника. В дальнейшем имя Жана Пюселя было обнаружено в налоговых отчётах и иных документах.
Точная дата рождения художника неизвестна; вероятно, он родился около 1300 года. Исходя из стилевых особенностей его миниатюр, учёные предположили, что, до того как Пюсель стал самостоятельным художником, приблизительно в 1315—1320 годах он прошёл обучение у Мастера Оноре из Амьена, художественное ателье которого располагалось на той же улице Эренбурк, на которой впоследствии открыл свою мастерскую и Пюсель. С другой стороны, в миниатюрах художника обнаруживается явная связь с произведениями Дуччо и Джотто, поэтому возникла гипотеза (документально не подтверждённая), что приблизительно в 1320 году он мог побывать в Италии и познакомиться с современными достижениями сиенской и флорентийской живописных школ. К периоду между 1319 и 1324 годами относится самое первое упоминание Пюселя, обнаруженное в архивных документах; в нём сообщается о передаче денег за выполнение эскиза печати для братства госпиталя Сен Жак о Пелерин в Париже, то есть к этому времени он уже имел собственную мастерскую. В 1323—1326 годах Пюсель работал над «Бельвильским бревиарием». В 1327 году из его мастерской вышел манускрипт, известный сегодня как «Библия Роберта де Биллинга». К 1325—1328 годам относят создание «Часослова Жанны д’Эврё». В 1330—1335 годах Пюсель и его мастерская работали над манускриптом «Чудеса Нотр-Дам» (Национальная библиотека, Париж). Творческая жизнь мастера была успешной, полной открытий, но непродолжительной — он скончался в 1335 году.

## Творчество
С именем Жана Пюселя связан новый этап в развитии французской миниатюры. Он был выразителем чисто французского духа — тонкого, лёгкого и ироничного. Его миниатюры полны новыми прочтениями старых сюжетов, а поля страниц разрисованы гротесками, получившими название «дролери» (от фр. droler — забавлять). В этих «дополнениях» к главному сюжету страницы можно видеть затейливые фантазии и иронию, когда человеческое тело заканчивается, например, рыбьим хвостом, а из под монашеского плаща выглядывают козлиные копыта или птичьи лапы.
Известный французский учёный Андре Шастель выделяет три стилистические особенности, которые отличают миниатюры Пюселя от предыдущей французской живописи и важны для понимания сути творчества художника. Во-первых, это пластическая моделировка фигур. Независимо от того, выполнены они в технике гризайля или полихромны, фигуры в его миниатюрах похожи на статуи, освещённые ярким светом, а не на плоские силуэты, размещённые на раскрашенном заднике, как это было в предшествующей живописи. Удивляет свобода, с которой он поворачивает фигуры в самых разных ракурсах. Несомненно, это свидетельство знакомства с новейшими достижениями живописи, в частности, творчеством Дуччо и Джотто.
Во-вторых, это интуитивное (не научное, как во времена Ренессанса) чувство пространства, которое он старался воплотить в своих работах, (что, по мнению экспертов, также было инспирировано работами итальянцев). Попытку передачи пространственного объёма можно видеть, например, в миниатюре «Благовещение» из «Часослова Жанны д’Эврё», где фигуру Богоматери художник разместил в некоем подобии табернакля, постаравшись передать его глубину. Миниатюра почти полностью копирует подобный же сюжет из знаменитой «Маэсты» Дуччо. Исследователи отмечают, что Пюсель использовал в своей работе разные способы построения перспективы — обратную, осевую и некоторые элементы прямой. Чтобы лучше передать состояние световоздушной среды, обволакивающей фигуры, он сгущал тона в глубине интерьера, придавая ему более реальный вид.
В-третьих, это юмор, присущий многим его миниатюрам. На полях страниц пюселевских манускриптов размещается удивительный, забавный бестиарий, в котором переплетены самые разнообразные растения, насекомые, птицы и животные (в этих натуралистических рисунках животного мира учёные видят начало того «готического натурализма», который станет главной особенностью всей живописи северной Европы XIV—XV веков). Например, на листе из «Бельвильского бревиария» (лист 24, verso) можно видеть улитку, стрекозу, фазана, бабочку, пьющую нектар из цветка, и обезьянку, схватившую бабочку-красавку за крыло. Изображение стрекозы (demoiselle) на миниатюрах Пюселя, судя по всему, было чем-то вроде личной подписи художника, поскольку в ином значении слово «demoiselle» означает то же, что и слово «pucelle» — «служанка». Вероятно, так шутливо художник «подписывал» свои миниатюры. В его иронии, сопровождающей священные тексты, учёные видят зарождение и визуальное воплощение того свободомыслия, которое спустя века со всей полнотой выразится в эпохе Просвещения.
«Пюселевский стиль» несколько десятилетий (до 1380-х годов) доминировал в искусстве французской миниатюры. Его последователи, такие как Жан Ленуар, Мастер Бокето, Мастер «Снадобья Фортуны» и другие не внесли никаких серьёзных новаций. Перемены стали происходить с появлением придворной «интернациональной готики», но и художники, работавшие в новом стиле, использовали многое из богатого наследия Пюселя (в частности, дроллери), в связи с чем его считают одним из отцов-основателей этого стиля.

## Основные произведения
«Бельвильский бревиарий» был заказан приблизительно в 1323—1326 годах неизвестным доминиканским конвентом и предназначался для Жанны Бельвильской, супруги Оливье де Клиссона. У манускрипта богатая история. 15 лет спустя после своего создания бревиарий принадлежал Жанне Бельвильской; в 1380 году был в коллекции французского короля Карла V (1364—1380), затем, у его сына Карла VI (1380—1422), который подарил его своему зятю, английскому королю Ричарду II. Далее, английский король Генрих IV подарил бревиарий герцогу Жану Беррийскому (1340—1416), который передал его своей племяннице Марии Французской, монахине в Пуасси. У монахинь Пуасси книга находилась до 1559 года. В бревиарии в сумме 876 листов (два тома: 1-й — 446 листов — собрание летних молитв, 2-й том 430 листов — собрание зимних молитв), каждый лист размером 240×170 мм. Текст написан на латыни. В тексте содержится сообщение о том, что манускрипт изготовлен в мастерской Пюселя, которому ассистировали Жаке Маси, Ансьё де Сенс и Жан Шеврие. Бревиарий представляет собой совершенно новое слово в художественном оформлении рукописей; в нём удивительная гармония текста, орнаментов и миниатюрных иллюстраций. Колористическое богатство миниатюр свидетельствует о том, что в мастерской Пюселя были собраны великолепные помощники. Хранится в Национальной библиотеке, Париж.
«Часослов Жанны д’Эврё», вероятно, был заказан французским королём Карлом IV для своей супруги Жанны д’Эврё (ок. 1310—1371) по случаю свадьбы, либо коронации. После смерти Жанны в 1371 году манускрипт перешёл к королю Карлу V, затем к его брату, герцогу Жану Беррийскому (1340—1416), в библиотеке которого он отмечен в 1401 году. Впоследствии часослов оказался у барона Луи-Жюля дю Шателе, а в XIX веке в коллекции баронов Эдмонда и Альфонса Ротшильдов. В 1954 году барон Морис де Ротшильд продал часослов Музею Метрополитен, Нью-Йорк, где он хранится до сих пор. В манускрипте 209 листов размером 94×64 мм, текст на латыни, 25 миниатюр во всю страницу и около 700 мелких маргинальных фигурок на полях листов. Миниатюры выполнены в технике гризайля, с которой Пюсель, вероятно, познакомился во время поездки в Италию. Эксперты считают, что это единственный манускрипт, выполненный Жаном Пюселем лично, без помощников. Миниатюры часослова делятся на три цикла; два первых посвящены страстям Христовым, третий — девяти эпизодам из жития короля Людовика Святого, который был канонизирован в 1297 году и страстно почитался при французском дворе. Применение разных оттенков серого при почти полном отсутствии красок учёные считают не склонностью художника к аскетизму, но разновидностью утончённого украшения, своеобразным шиком. Так же как в «Бельвильском бревиарии», в миниатюрах часослова видны итальянское влияние и благочестивость, а в маргиналиях — французская раскованность.
Третий манускрипт с точно установленным авторством мастерской Пюселя — «Библия Роберта де Биллинга» (1327, Национальная библиотека, Париж, MS. Lat. 11935). Миниатюры этой рукописи более консервативны, в них нет той искромётности и изобретательности, которые можно видеть в двух лучших произведениях Пюселя. Возможно, это связано с предпочтениями заказчика или с тем, что миниатюры выполняли два его помощника (Пюсель был главой, директором, ответственным за весь проект, за его дизайн, и за финансирование). Манускрипт «Чудеса Нотр-Дам» (1330—1335, Национальная библиотека, Париж; Ms. Nv. Acq. Fr. 24541) приписан его мастерской по стилистическим характеристикам. Мера участия самого Пюселя в миниатюрах этих рукописей остаётся предметом дискуссий. Подобным же образом мастерской Жана Пюселя приписывают ещё ряд манускриптов: «Бревиарий Бланки Французской», «Часослов Жанны Савойской», «Часослов Иоланды Фландрской», «Часослов Жанны II Наваррской», однако миниатюры этих рукописей выполнены, скорее всего, не им самим, а в «стиле Пюселя», то есть его помощниками или последователями.
- Бельвильский бревиарий, том I, лист 37. Вверху: Испытание веры св. Петра, внизу: Самсон и Далила
- Библия Роберта де Биллинга, лист 5, Миниатюры из «Книги Бытия». Национальная библиотека, Париж
- Часослов Жанны д’Эврё, «Поцелуй Иуды» и «Благовещение». Сама Жанна д’Эврё изображена внизу на красном фоне часословом в руке. Музей Метрополитен, Нью-Йорк
- Часослов Жанны д’Эврё, «Пьета» и «Бегство в Египет». Музей Метрополитен, Нью-Йорк
- Часослов Жанны д’Эврё, «Распятие» и «Поклонение волхвов». Музей Метрополитен, Нью-Йорк
- Часослов Жанны д’Эврё, Миниатюра из цикла Людовика Святого. Музей Метрополитен, Нью-Йорк
- Мастерская Пюселя. Благовещение. Миниатюра из Часослова Жанны Савойской. Музей Жакмар Андре, Париж